# Rathaus (Mainstockheim)

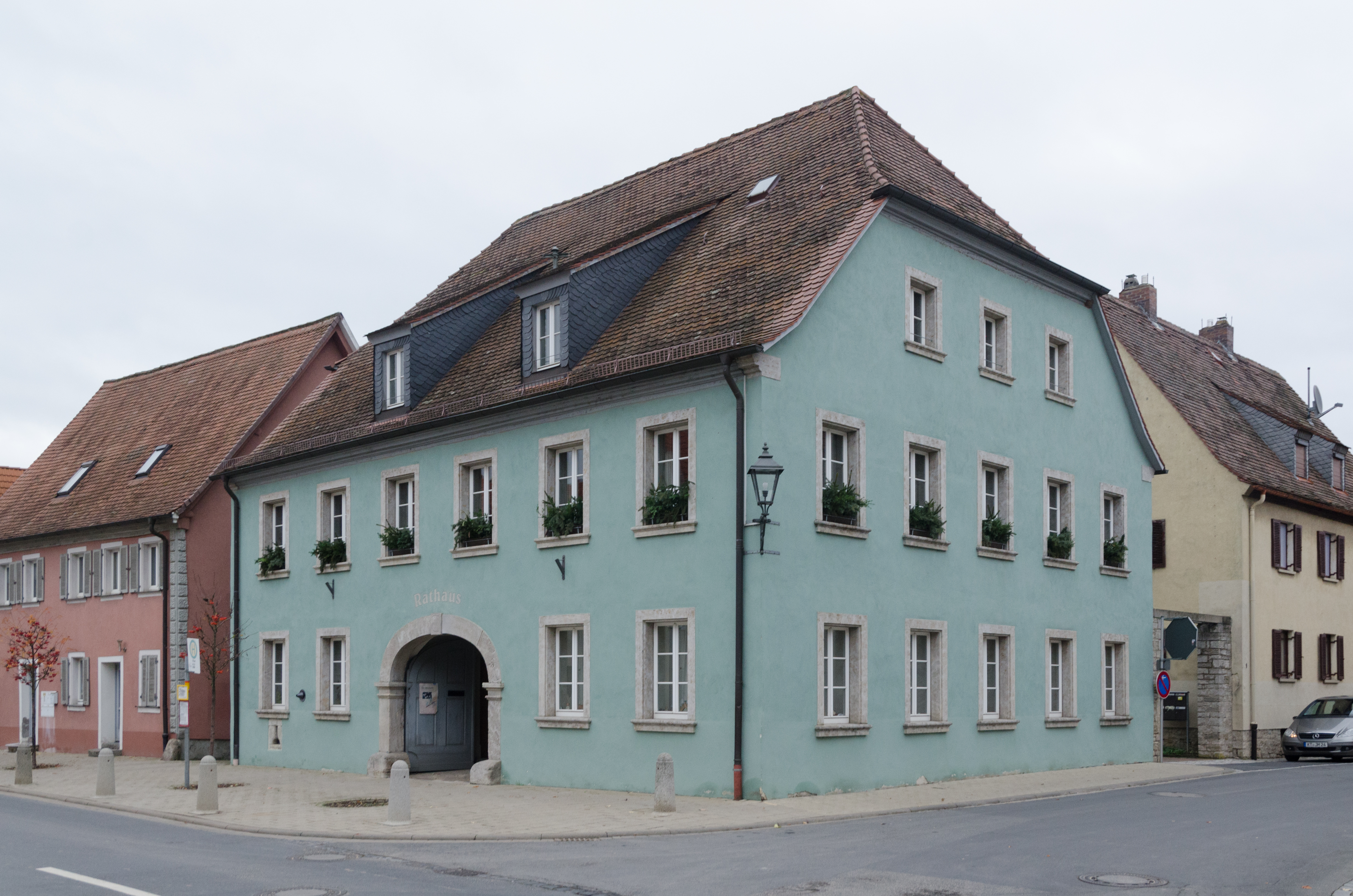
Rathaus in Mainstockheim

Das Rathaus in Mainstockheim, einer Gemeinde im unterfränkischen Landkreis Kitzingen in Bayern, wurde Anfang des 19. Jahrhunderts errichtet. Das Rathaus an der Hauptstraße 80 ist ein geschütztes Baudenkmal.
Der zweigeschossige Halbwalmdachbau mit korbbogiger Toreinfahrt besitzt sechs zu fünf Fensterachsen. Es diente lange Zeit auch als Dorfgefängnis.
Das Gebäude wurde im Jahr 1998 umfassend renoviert.